# Donji Stranjani
Donji Stranjani (cyr. Доњи Страњани) – wieś w Serbii, w okręgu zlatiborskim, w gminie Prijepolje. W 2011 roku liczyła 79 mieszkańców.